# Birun
Birun is een bestuurslaag in het regentschap Merangin van de provincie Jambi, Indonesië. Birun telt 571 inwoners (volkstelling 2010).